# Turshiz
Turshiz (Tushish, Turshith, Turaythith) és una població de la regió medieval de Bust al Kuhistan (Iran), al sud-oest de Nixapur, prop de la moderna ciutat de Kashmar.
Era una ciutat pròspera al segle xi. Al segle xi, junt amb Tun, va esdevenir centre de l'ismaïlisme de la regió. El seljúcides la van atacar i els ismaïlites van contraatacar que el 1104/1105 van arribar fins a Rayy. El 1136, quan era governador hereditari Amid Mansur (o Masud) ibn Mansur, hostil als ismaïlites, va cridar en ajut als turcs, i la ciutat fou destruïda i llavors Amid es va sotmetre als ismaïlites, però el seu fill Ala al-Din Mahmud va reconèixer la sobirania abbàssida el 1150; aquests no li van aportar cap suport i va fugir a Nixapur i els ismaïlites van quedar com a senyors únics. El 1200 el xa de Coràsmia Tekish va atacar Turshiz però el setge es va aixecar per la mort del xa; no obstant la ciutat va acceptar pagar un tribut de 100.000 dinars a Coràsmia. Posteriorment es va sotmetre als mongols i als il-kànides i el 1382 fou conquerida per Tamerlà quan tothom la considerable inexpugnable per la rasa fonda d'aigua i els seus murs elevats; Tamerlà va extreure l'aigua mitjançant bombament i va creuar els murs amb una mina que va fer bretxa al mur. La guarnició fou perdonada i va passar al servei de Tamerlà. Estant a la ciutat el conqueridor va rebre una ambaixada del sobirà muzaffàrida del Fars, Shah Shudja, al que va demanar una filla en matrimoni pel seu net Pir Muhammad ibn Umar Shaykh. Va restar en mans timúrides fins als primers anys del segle xvi i després va passar als safàvides, afganesos ghilzais, Nadir Xa i els afxàrides i els qadjars. El qadjar Abbas Mirza, en la seva campanya contra Herat, vas enviar a Khusraw Mirza contra la ciutat que fou ocupada.